# Władcy Zahumla
Władcy Zahumla – Władcy państwa serbskiego istniejącego do połowy XI wieku

## Władcy Zahumla
Lista władców Zahumla:
- IX/X w. : Wysz
- 910-950 : Michał Wyszewic
- 1035-1042: Stefan Wojsław
- po 1042: Ljutowid
- od II połowy XI wieku pod władzą królów Zety
- od 1162 roku pod władzą wielkich żupanów Raszki[1]

## Namiestnicy
Książęta z dynastii Wukanowiczów zarządzający Zahumlem w imieniu wielkich żupanów Raszki i królów Serbii.
- 1168-1190 : Mirosław
- 1190-1192 : Rastko
- 1192-1198 : Toljen
- 1198-1227 : Piotr
- 1239 : Toljen II
- Nikola
- Andrzej
- po 1249 Radosław
- po 1249 : Bogdan i Jerzy (wspólnie z Radosławem)
- 1285-1312 : Bogdan II

- 1323 Stefan Konstantyn
- do 1435 : Sandalj Hranić Kosacz
- do 1466 : Stefan Vukčić Kosacz